# Lago Manyara
Il lago Manyara è un lago d'acqua alcalina situato nella parte settentrionale della Tanzania, 100 a sud-ovest di Arusha, ai piedi dell'Escarpment occidentale della Great Rift Valley. È lungo circa 50 km e largo 19 km, con una superficie complessiva di circa 230 km². Il lago e una parte del territorio circostante formano l'area naturale protetta del Lake Manyara National Park.
Il nome "Manyara" deriva dalla parola maasai emanyara, che indica una specie di euforbia, la Euphorbia tirucalli, che viene usata nella zona come siepe per delimitare i recinti del bestiame.

## Popolazione
Il lago si trova nei pressi del villaggio di Mto wa Mbu (in lingua swahili = "fiume delle zanzare"), in cui si trova un mercato locale e che raccoglie numerose etnie: Mgubwe, Iraqw, Gorowa, Irangi, Tatoga e Masai. È forse l'unico luogo dell'Africa in cui si possono sentire parlare lingue di tutte e quattro le principali famiglie linguistiche africane: bantu, khoisan, cuscitiche e nilotiche.

## Fauna e flora
Il lago e la zona circostante, inclusa nel parco nazionale, costituiscono un ecosistema rinomato per la ricchezza di specie vegetali e animali. La vegetazione è molto varia, con zone di foresta primaria, foresta a galleria e savana, oltre alla vegetazione lacustre. La fauna comprende numerosi elefanti, babbuini, gnu, zebre, giraffe, ippopotami e altre specie. L'abbondanza di avifauna rende il lago un vero paradiso per il bird watching. Particolarmente noti sono i leoni del Manyara, che hanno in questa zona l'abitudine di arrampicarsi sugli alberi (comportamento che si osserva molto raramente altrove), e i grandi stormi di fenicotteri rosa.

## Il Lago Manyara nella cultura
Ernest Hemingway, che descrisse il suo safari in questa zona nel romanzo Verdi colline d'Africa, definì il Manyara "il più bel lago di tutta l'Africa".